# Fonction zêta d'Arakawa-Kaneko
Pour les articles homonymes, voir Fonction zêta.
En mathématiques, la fonction zêta d'Arakawa-Kaneko est une généralisation de la fonction zêta de Riemann qui génère des valeurs spéciales de la fonction polylogarithme et liée à diverses fonctions spéciales.

## Définition
La fonction zêta d'Arakawa-Kaneko {\displaystyle \xi _{k}(s)} est définie par une transformation de Mellin :
{\displaystyle \xi _{k}(s)={\frac {1}{\Gamma (s)}}\int _{0}^{+\infty }{\frac {t^{s-1}}{\mathrm {e} ^{t}-1}}\mathrm {Li} _{k}(1-\mathrm {e} ^{-t})\,\mathrm {d} t\ }
où Lik désigne le k -ième polylogarithme
{\displaystyle \mathrm {Li} _{k}(z)=\sum _{n=1}^{\infty }{\frac {z^{n}}{n^{k}}}\ .}

## Propriétés
L'intégrale converge pour {\displaystyle \Re (s)>0} et {\displaystyle \xi _{k}(s)} admet un prolongement analytique sur l'ensemble du plan complexe en tant que fonction entière.
Le cas particulier k = 1 donne {\displaystyle \xi _{1}(s)=s\zeta (s+1)} où {\displaystyle \zeta } est la fonction zêta de Riemann classique.
Le cas particulier s = 1 donne aussi remarquablement {\displaystyle \xi _{k}(1)=\zeta (k+1)} .
Les valeurs aux nombres entiers sont liées à la fonction zêta multiple par
{\displaystyle \xi _{k}(m)=\zeta _{m}^{*}(k,1,\ldots ,1)}
où
{\displaystyle \zeta _{n}^{*}(k_{1},\dots ,k_{n-1},k_{n})=\sum _{0<m_{1}<m_{2}<\cdots <m_{n}}{\frac {1}{m_{1}^{k_{1}}\cdots m_{n-1}^{k_{n-1}}m_{n}^{k_{n}}}}\ .}

## Extensions
Coppo et Candelpergher ont étendu la définition de la fonction zêta d'Arakawa-Kaneko par :
{\displaystyle \xi _{k}(s,x)={\frac {1}{\Gamma (s)}}\int _{0}^{+\infty }{\frac {t^{s-1}\mathrm {e} ^{-xt}}{1-\mathrm {e} ^{-t}}}\mathrm {Li} _{k}(1-\mathrm {e} ^{-t})\,\mathrm {d} t\ }
en s'inspirant de la façon dont la fonction zêta de Hurwitz est une extension de la fonction zêta de Riemann.
On peut ainsi représenter d'autres fonctions spéciales par des représentations intégrales similaires. Par exemple, la fonction bêta de Dirichlet admet la représentation :
{\displaystyle \beta (s)={\frac {1}{\Gamma (s)}}\int _{0}^{+\infty }{\frac {\mathrm {e} ^{-t}}{1-\mathrm {e} ^{-2t}}}\mathrm {Li} _{0}\left({\frac {1-\mathrm {e} ^{-2t}}{2}}\right)\,\mathrm {d} t\ }